# Букова Гора (Кочевје)
Букова Гора (словен. Bukova Gora) је насељено место у општини Кочевје, регија Југоисточна Словенија, Словенија.

## Историја
До територијалне реорганизације у Словенији била је у саставу старе општине Кочевје.

## Становништво
У попису становништва из 2011. године, Букова Гора није имала становника.
| Број становника према пописима | Број становника према пописима | Број становника према пописима |
| ------------------------------ | ------------------------------ | ------------------------------ |
| 1991                           | 2002                           | 2011                           |
| 0                              | 0                              | 0                              |

Напомена: Године 1955. настала спајањем насеља Горења Букова Гора, Долења Букова Гора и Средња Букова Гора, која су укинута.